# Bonne vie et mœurs
Bonne vie et mœurs est une nouvelle de Marcel Aymé, parue dans Marianne en 1933.

## Historique
Bonne vie et mœurs est une nouvelle de Marcel Aymé, parue dans Marianne n° 39, le 19 juillet 1933.

## Résumé
Léon Bordier, le maire de Bellefond, refuse de délivrer un certificat de bonne vie et mœurs au grand Félicien, « un feignant qui ne fait rien de ses dix doigts et qui a déjà mangé les quatre sous que son père lui a laissé ! » Mais Félicien courtise Léontine, la fille du maire...